# Wolfgang Döring (Architekt)
Wolfgang Döring (* 31. März 1934 in Berlin-Dahlem; † 4. November 2020 in Düsseldorf) war ein deutscher Architekt und Hochschullehrer.

## Leben
Dörings Familie zog von Berlin nach Oberhausen, als sein Vater zum Direktor der Ruhrchemie berufen wurde. Döring studierte zunächst bei Hans Döllgast an der Technischen Hochschule München, wo er 1957 die Diplom-Vorprüfung bestand. 1958 folgte die Diplom-Hauptprüfung an der Technischen Hochschule Karlsruhe bei Egon Eiermann, in dessen Büro er anschließend arbeitete. 1960 wurde er Assistent bei Paul Schneider-Esleben in Düsseldorf, wo er 1964 sein eigenes Architekturbüro gründete. Er war Teil der Künstlerszene im Rheinland und unter anderem mit Günther Uecker, Gerhard Richter und Bernd und Hilla Becher befreundet, die für ihn bei frühen Projekten die Architekturmodelle fotografierten. Von 1971 bis 1973 betrieb Wolfgang Döring ein zweites Büro in Mailand. In dieser Zeit lieferte er unter anderem die Entwürfe für ein Kulturzentrum in Modena.
1972 wurde Döring als Professor auf den Lehrstuhl für Entwerfen und Baukonstruktion der RWTH Aachen berufen. Er entwickelte zahlreiche Projekte im Bereich der Vorfertigung; am erfolgreichsten ist das Formprogramm 2000, das vorwiegend für den Bau von Schulen, Kindergärten und Bürohäuseren eingesetzt wurde. Von 1974 bis 1976 betrieb er ein Büro in Riad, wo er mit der Planung und dem Bau von Sportzentren in Saudi-Arabien und Projekten in Libyen beschäftigt war. 1984 bis 1989 hatte er zusammen mit Tülay Arkhan ein Büro in Istanbul. 1985 übernahm er die Renovierung des Melnikov-Hauses in Moskau. 1989 hatte er eine Einladung zur Biennale Buenos Aires (Argentinien) mit einer Verleihung eines Architektur-Preises und der Ernennung einer Ehrenprofessur am Centro de Arte y Comunicación (Profesor Honorario Cayc). 1992 hatte er eine Gastprofessor an der Universität Tokio am Tokyo Institute of Technology (Tokyo Kogyo Daigaku) inne. 1999 wurde er an der RWTH Aachen emeritiert.
1996 gründeten Wolfgang Döring, Michael Dahmen und Elmar Joeressen die Bürogemeinschaft Döring + Partner, die wenig später in Döring Dahmen Joeressen Architekten (DDJ Architekten) umbenannt wurde. Seit dem Ausscheiden von Wolfgang Döring im Jahr 2018 wird das Büro unter gleichem Namen von Michael Dahmen und Elmar Joeressen weitergeführt.
Von 1997 bis 2000 war Wolfgang Döring Vorsitzender des Kunstvereins für die Rheinlande und Westfalen.

## Bauten und Entwürfe (Auswahl)
- 1964: Altenheim für das DRK[3]

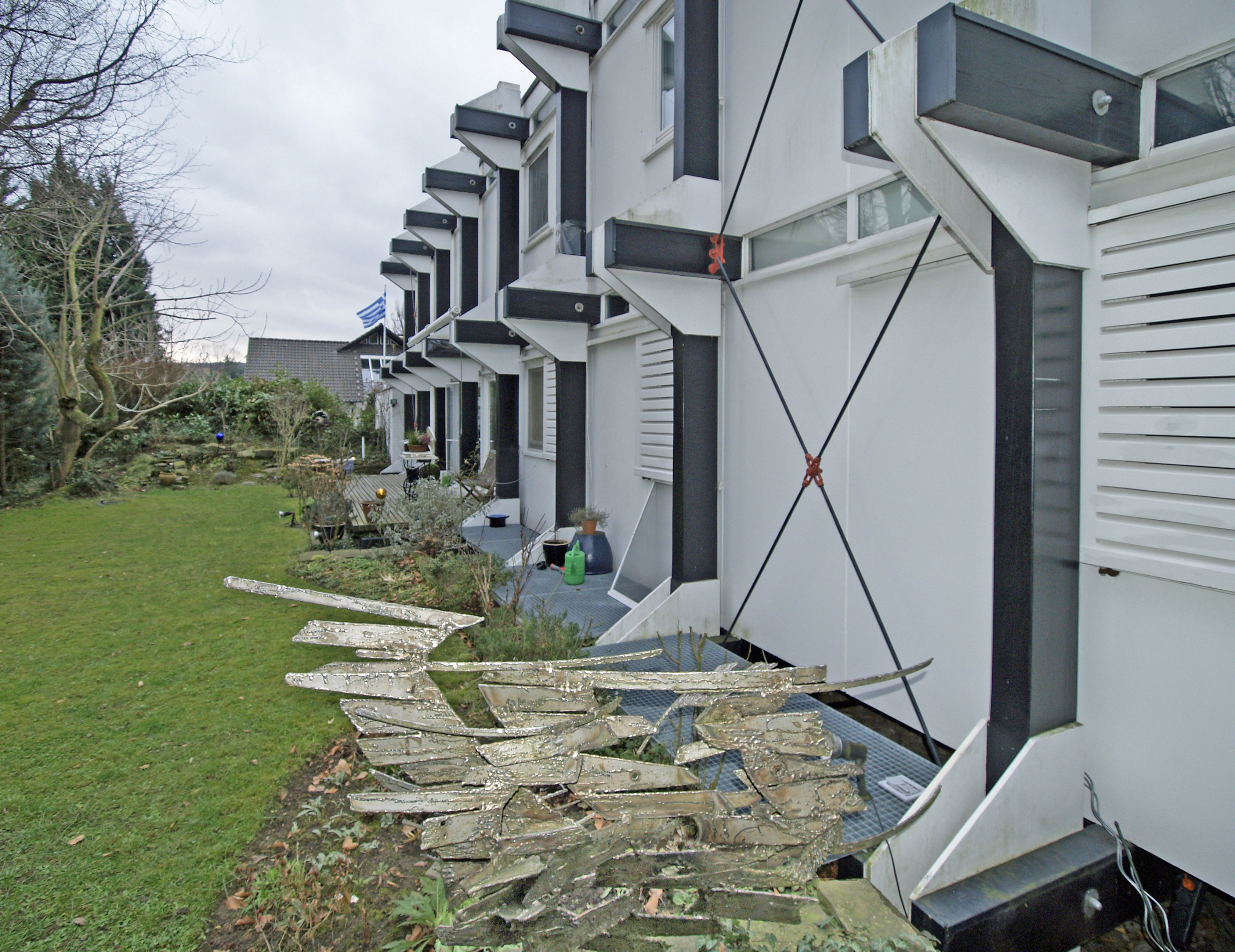
Haus Mayer-Kuckuk (1967)

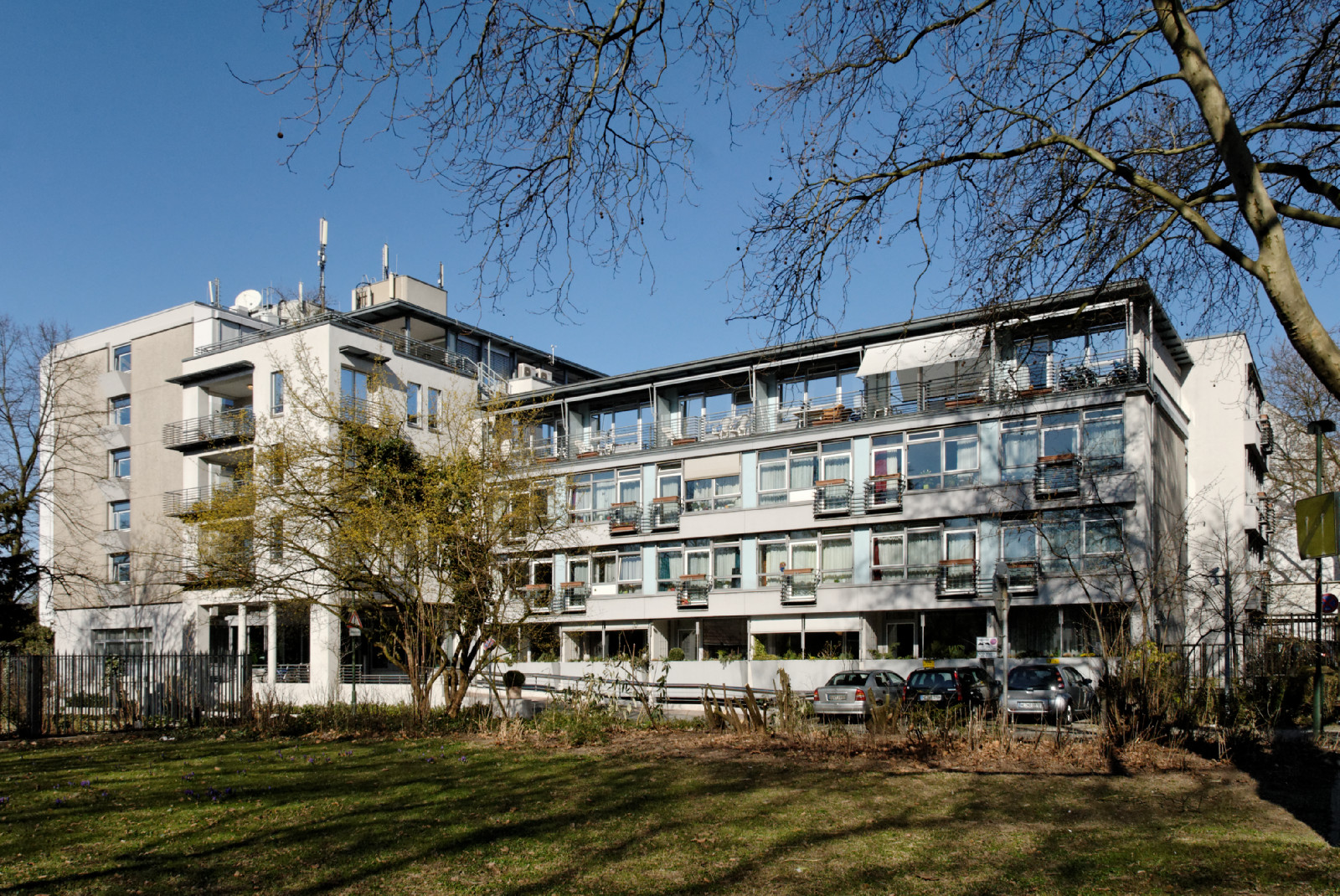
Nelly-Sachs-Haus (1970)

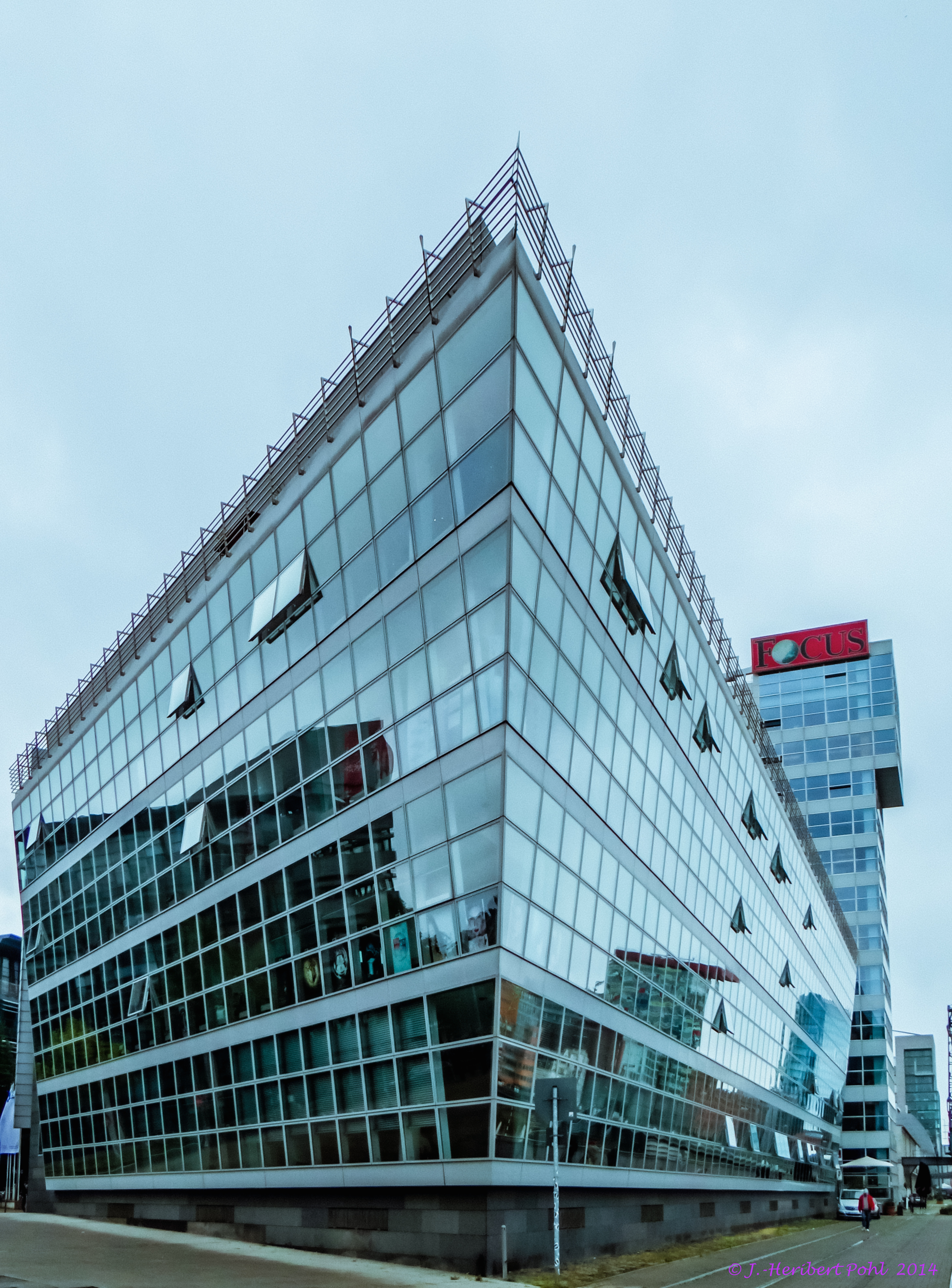
Kai-Center (1996)

- 1967: Haus Mayer-Kuckuk in Bad Honnef (Bauherr: Theo Mayer-Kuckuk)
- 1967: Haus Gummersbach in Meerbusch
- 1970: Nelly-Sachs-Haus in Düsseldorf
- 1973: Haus Wabbel in Düsseldorf
- 1978–1979: Bürohaus in Düsseldorf[3]
- 1985: Renovierung des Melnikov-Hauses
- 1986: Friedhofshalle und Gedenkstätte der jüdischen Gemeinde Düsseldorf, auf dem „neuen jüdischen Friedhof“ (Gebiet des Nordfriedhofs)
- 1987: Hotel Rolandsburg, Düsseldorf-Grafenberg
- 1988: Verwaltungsgebäude der RAG in Neukirchen-Vluyn[3]
- 1994–1995: Wohnhaus in Meerbusch[4]
- 1994–1995: Wohnhaus im Ruhrgebiet[5]
- 1997: Haus Schickert in Meerbusch[3]
- 1997: Haus Kleemann[3]
- 1996: Haus Dr. Bielicky in Meerbusch[3]
- 1996: Kai-Center im Medienhafen Düsseldorf[3]
- 1999–2002: 3 U-Bahnhöfe für die Linien U74 und U77 der Stadtbahn Düsseldorf[3]
- 2002: Bürohaus Portobello-Office in Düsseldorf[6]
- 2013: Wohnhaus Auberg in Mülheim an der Ruhr[7]

## Nachlass
Wolfgang Dörings Nachlass umfasst 3.194 Zeichnungen, Pläne, Fotoabzüge und Modelle aus 137 Projekten. Er befindet sich im Deutschen Architekturmuseum in Frankfurt am Main.

## Schriften
- Perspektiven einer Architektur, Suhrkamp 1970, ISBN 978-3-518-06609-6
- mit Wolfgang Hofstadt: Entwerfen + Bauen, Kohlhammer 1981
- Wolfgang Döring, Architekt, Walther König Verlag 1989, ISBN 978-3-88375-118-4
- Konstruktion und Form, Kohlhammer 1995, ISBN 978-3-17-012745-6
- Fassaden. Architektur und Konstruktion mit Betonfertigteilen, Bau + Technik 2000, ISBN 978-3-7640-0381-4
- Arbeitsblätter zur Baukonstruktion,  Verlag Mainz 2000 (7. Auflage), ISBN 978-3-89653-698-3